# Haderslev
Haderslev anhörenⓘ [ˈhaːʔðəʀsleu̯] (deutsch Hadersleben) ist eine Stadt in der Region Syddanmark in Dänemark an der Haderslebener Förde. Sie zählt 22.405 Einwohner (Stand 1. Januar 2025). Haderslev hat einen Hafen und besitzt eine historische Innenstadt mit Dom und dem heimatkundlichen Haderslev Museum. Die Stadt ist Standort für Maschinen-, Textil- und Nahrungsmittelindustrien. Die Stadt Haderslev ist Verwaltungssitz der Kommune Haderslev.
Haderslev war seit seiner Gründung im Hochmittelalter Teil des Herzogtums Schleswig. Nach dem Deutsch-Dänischen Krieg und dem Ende des dänischen Gesamtstaats gehörte es von 1867 bis 1920 zu Preußen und somit von 1871 bis 1920 zum Deutschen Reich; im nämlichen Jahr wurde es, zusammen mit Nordschleswig, an Dänemark abgetreten. Noch heute lebt eine deutsche Minderheit (deutsche Nordschleswiger) in der Stadt.
2015 wurde Haderslev der Ehrentitel „Reformationsstadt Europas“ durch die Gemeinschaft Evangelischer Kirchen in Europa verliehen.

## Geschichte bis 1834

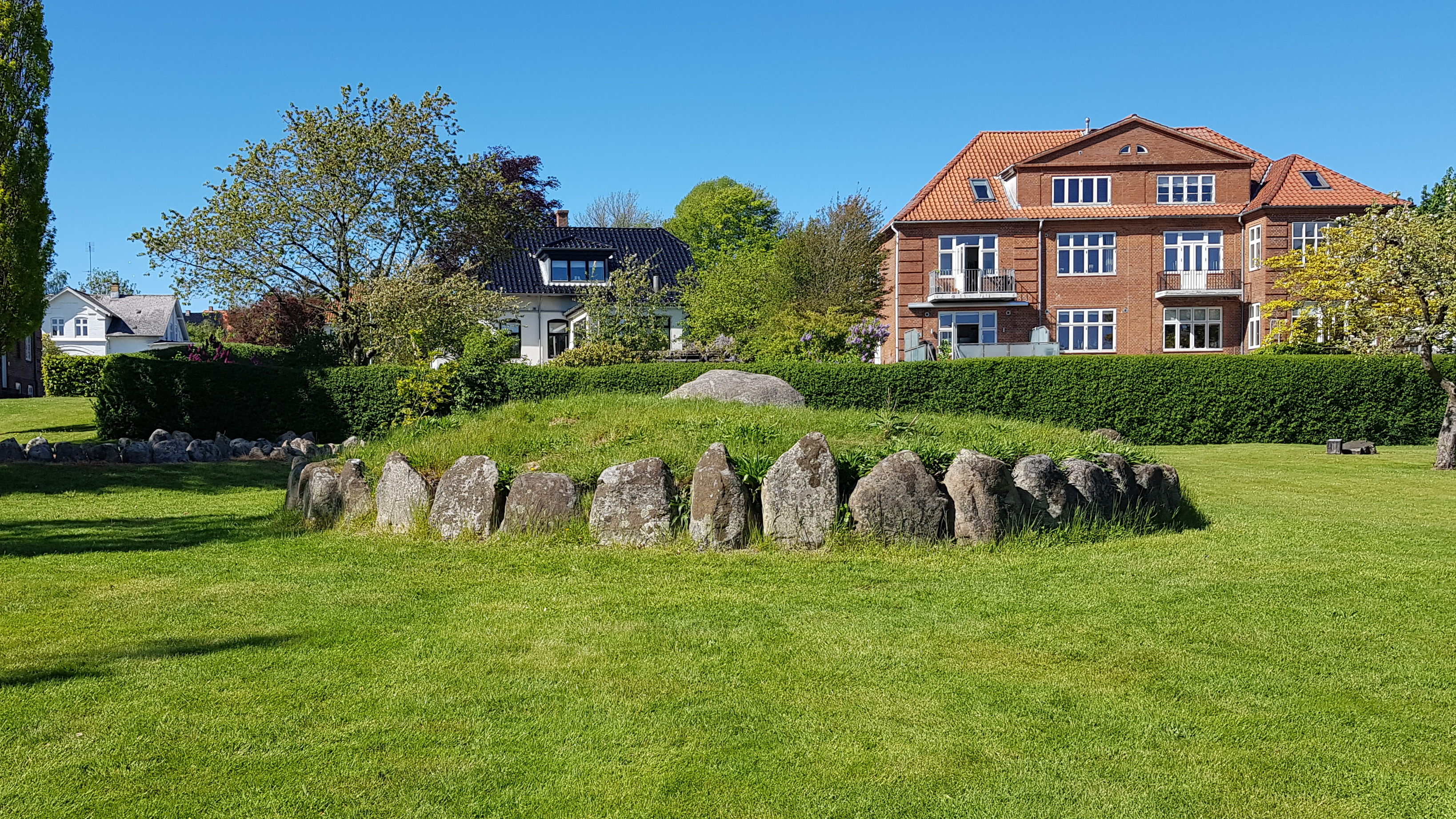
Ganggrab am Haderslev Museum

Auf dem Gebiet der heutigen Stadt gab es schon früh Siedlungen, wie der steinzeitliche Opferfund von Knud belegt. Ein erster Hafenplatz ist etwas weiter östlich nahe der Kirche zu Starup, der ältesten Kirche der Region, nachweisbar. Westlich der späteren Rechtstadt entstand ein weiterer Siedlungskern mit der heute ebenfalls erhaltenen Kirche St. Severin. Die eigentliche Handelsstadt entwickelte sich am Ende der Haderslebener Förde. Dort entstand auch eine landesherrliche Burg. Haderslev wurde vor 1200 das erste Mal erwähnt. Saxo Grammaticus erzählt in der Sage von einem König Hather, nach dem die Stadt benannt sei. In Hadersleben oder Hathörsleff = Erbe des Hather, wie die älteste Namensform lautete, erbauten die Dominikaner 1228 ein Kloster. 1241 erhielt Haderslev die Marktgerechtigkeit.
Im Krieg zwischen König Erich IV. von Dänemark und Herzog Abel von Schleswig wurde der Ort niedergebrannt. 1292 erhielt Haderslev, wieder aufgebaut, von Herzog Waldemar IV. das schleswigsche Stadtrecht. Burgbezirk und die Siedlung Alt-Haderslev mit der St. Severins-Kirche blieben jedoch außen vor und gehörten zum Amt Haderslev. Die Verleihung des Stadtrechtes war ein Beweis für die Zunahme des Ansehens des Ortes. Die Stadt wurde befestigt und hatte drei Stadttore. Weiteren Schutz der auf einer Anhöhe errichteten Stadt bot die Aufstauung des Mühlenstroms, wodurch westlich der Stadt der Haderslebener Damm entstand. Der Stausee zählt noch heute zu den größten Gewässern in Nordschleswig. Die Altstadt liegt seither auf einer Halbinsel, und die Brücke über den Mühlenstrom ziert noch heute das Stadtwappen.
Im Mittelalter zählte die Stadt zu den wohlhabendsten der Region. Die Marienkirche ist nach dem Schleswiger Dom die zweitgrößte auf dem Gebiet des alten Herzogtums Schleswig. Als Sitz eines Kollegiatkapitels hatte sie eine hervorragende Stellung, und es gab Bestrebungen, die nordöstliche Propstei des Bistums zu einer eigenen Diözese zu erheben.
1351 lag hier der Graf Nikolaus von Holstein mit seinen Truppen zu Felde, als er das Schloss Törning belagerte. Die Landesteilungen der Herzogtümer Schleswig und Holstein, die seit 1460 mit Dänemark unter einem Landesherrn verbunden waren, berührten die Entwicklung der Stadt nachhaltig. Die galt namentlich für die Teilungen von 1523 und 1544. 1523 übergab König Friedrich I. seinem Sohn Christian III. die Ämter Törning und Haderslev mit der Stadt zur Herrschaft. Christian übernahm bald die Lehren Luthers und berief 1526 den Magdeburger Reformator Eberhard Weidensee, unter dessen Einfluss die Stadt zum geistigen Zentrum und Ausgangspunkt der Reformation im Norden wurde. Da in der Stadt ausgehend von Luthers Bibelübersetzung nun häufig auf Deutsch gepredigt wurde, nahmen Teile des Bürgertums im Laufe der Zeit diese Sprache an, während das ländliche Umland ebenso wie die ärmere Stadtbevölkerung dänisch geprägt blieb.
Nachdem Christian III. dänischer König und Herzog von Schleswig geworden war, musste er seine jüngeren Brüder abfinden. Dadurch kam es 1544 zu einer weiteren Landesteilung, deren Folgen nachhaltiger sein sollten als die Konsequenzen von 1490 und 1523: Haderslev wurde Residenzstadt von Herzog Johann dem Älteren, der nun unter anderem über die nordwestlichen Teile des Herzogtums Schleswig, die Insel Fehmarn und Teile Holsteins um die Stadt Rendsburg gebot. Der Herzog ersetzte die alte Burg durch das prächtige Schloss Hansburg etwas weiter östlich und setzte sich sehr für die Rechtsprechung in seinem Landesteil ein. In der Nachfolge des eingegangenen Klosters gründete er am Südrand der Stadt ein Hospital, das bis heute seinen Namen trägt.

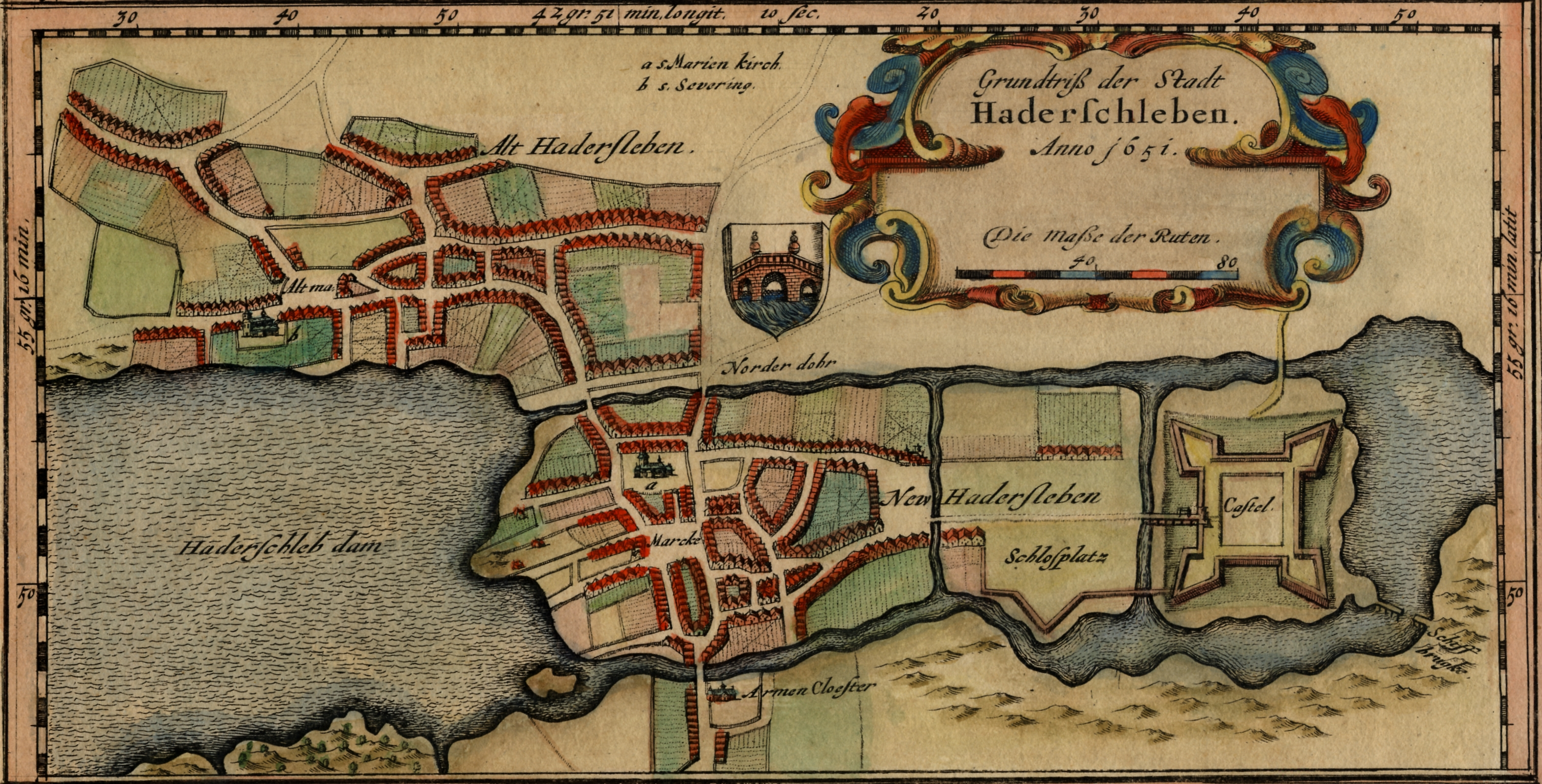
Grundtriß der Stadt Haderschleben Anno 1651

Als Herzog Hans 1580 kinderlos verstarb, erlosch das Herzogtum Schleswig-Holstein-Hadersleben wieder und wurde unter den beiden anderen Linien der Landesherrschaft aufgeteilt. Haderslev blieb von nun an beim königlichen Landesteil. 1627 wurden die Bewohner von einer Feuersbrunst heimgesucht. Die Kriege des 17. Jahrhunderts verschonten die Stadt nicht. Auch Schloss Hansburg wurde zerstört, als der schwedische General Wrangel das Schloss belagerte und eroberte. Dabei geriet es in Brand und wurde durch die Explosion des in den Gewölbe lagernden Pulvers in die Luft gesprengt. Es wurde nicht wieder aufgebaut. Die Reste wurden zum größten Teil zur Ausbesserung des Koldinger Schlosses verwendet. Der Kanal, der Schloss und Stadt trennte, verschwand und war schon 1729 ganz ausgefüllt. Da das Manövrieren für größere Schiffe auf der schmalen Förde schwierig war, büßte die Stadt einen Teil ihrer Bedeutung als Handelsstadt ein, blieb jedoch unbestritten das Zentrum für den Norden des Herzogtums Schleswig. Eine unliebsame Konkurrenz wurde das 1771 nur 13 km nördlich der Stadt gegründete Christiansfeld. Die Herrnhuter Brüdergemeine genoss dort weitgehende Handels- und Gewerbefreiheiten.

## Geschichte 1834 bis 1920

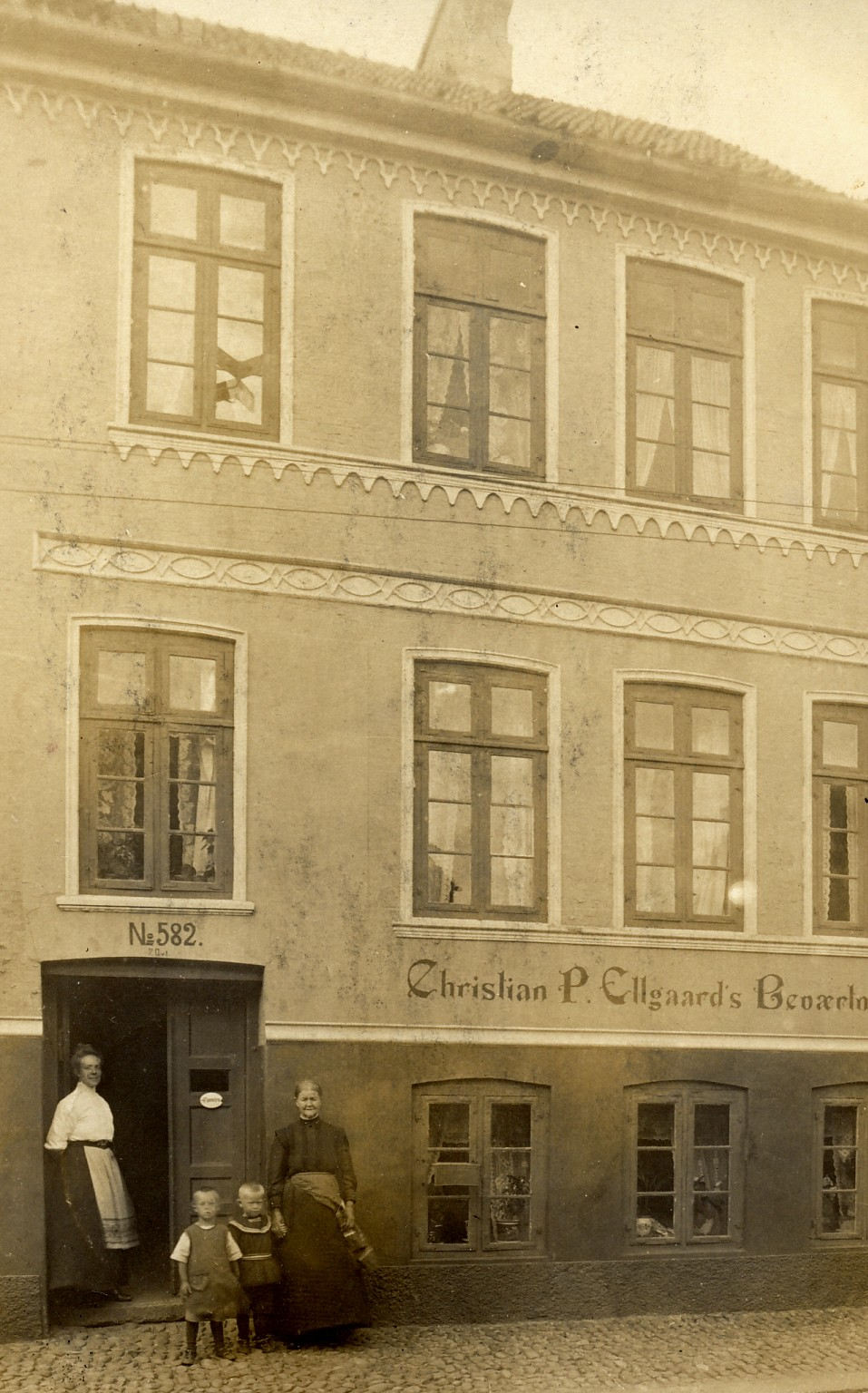
Gaststätte Papageistraße 582 (heute Vestergade 50), um 1910

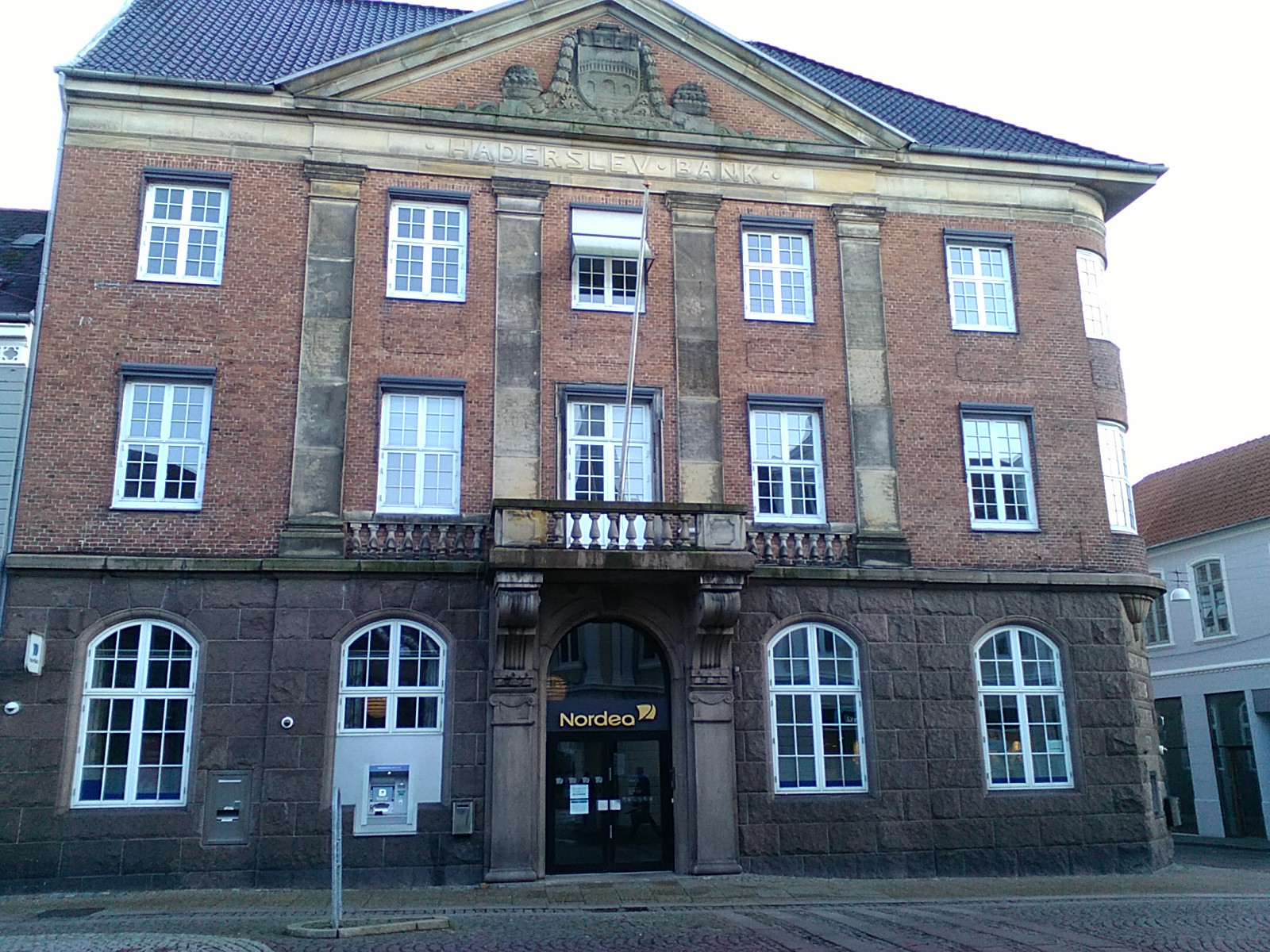
Haderslev Bank, Nørregade, 2017

1834 wurde der Schlossgrund eingemeindet. Im 19. Jahrhundert geriet die Stadt in den Sog des deutsch-dänischen Konflikts, der sehr schnell die Frage nach politischer Liberalisierung und Demokratisierung überlagerte. Während der deutschsprachige Teil des Bürgertums für die deutsch-schleswig-holsteinische Seite optierte, schlossen sich andere Einwohner sowie der überwiegende Teil des ländlichen Umlandes der dänischen Seite an. Anders als die Nachbarn in Tondern und Apenrade schloss sich die Stadtverwaltung nicht umgehend den Schleswig-Holsteinern an, als diese 1848 während der Erhebung zunächst die Oberhand gewannen. Nach Kriegsende 1851 wurden die früheren Verhältnisse wiederhergestellt, und in der Stadt galten Deutsch und Dänisch gleichberechtigt als Amtssprachen, wobei der Schulunterricht fortan aber vorwiegend auf Dänisch erteilt werden sollte.
Der deutsch-dänische Konflikt war damit jedoch nicht beigelegt und flammte 1863 wieder auf, als die dänische Regierung eine gemeinsame Verfassung für das Königreich und Schleswig anstrebte. Darin erkannte der Deutsche Bund unter preußischer Führung einen Verstoß gegen das Londoner Protokoll von 1852. Zum einen argumentierte man, das zum Deutschen Bund gehörende Holstein könne nicht ohne Verfassung bleiben (diese war von der holsteinischen Ständeversammlung 1858 ausgesetzt worden); zum anderen war im Londoner Protokoll festgelegt worden, dass das dänische Lehen Schleswig nicht enger an Dänemark gebunden werden durfte als Holstein. Der Deutsch-Dänische Krieg endete 1864 mit der dänischen Niederlage, worauf die Elbherzogtümer abgetreten werden mussten.
Der Landesteil Schleswig mit der Stadt Hadersleben wurde zunächst preußisch verwaltet. Mit dem Besitzergreifungspatent von 1866 wurde er dann Teil des Königreichs Preußen. Die neue Staatsgrenze verlief nun 15 Kilometer nördlich der Stadt und störte die bisherige wirtschaftliche Verflechtung nach Norden. Mit der einsetzenden Neuausrichtung nach Süden konnte die Stadt einen gewissen industriellen Aufschwung verzeichnen. 1867 wurde das Amtsgericht Hadersleben eingerichtet. Die Garnisonstadt wurde zudem zu einem beliebten Altersruhesitz, wovon noch heute zahlreiche repräsentative Villen künden. 1910 wurden die westliche Vorstadt Alt-Hadersleben und die südliche Vorstadt Süderotting eingemeindet. Ein Nachteil war, dass 1862 die Haupteisenbahnlinie von Hamburg über Flensburg nach Fredericia (Vamdrup-Padborg-Bahn) aus militärstrategischen Erwägungen an Hadersleben vorbeilaufend geplant worden war. 1866 wurde die Stadt aber mit der Bahnstrecke Vojens–Haderslev an das Schienennetz angebunden. Ab 1899 entstand die Haderslebener Kreisbahn.

## Geschichte 1921 bis 1970

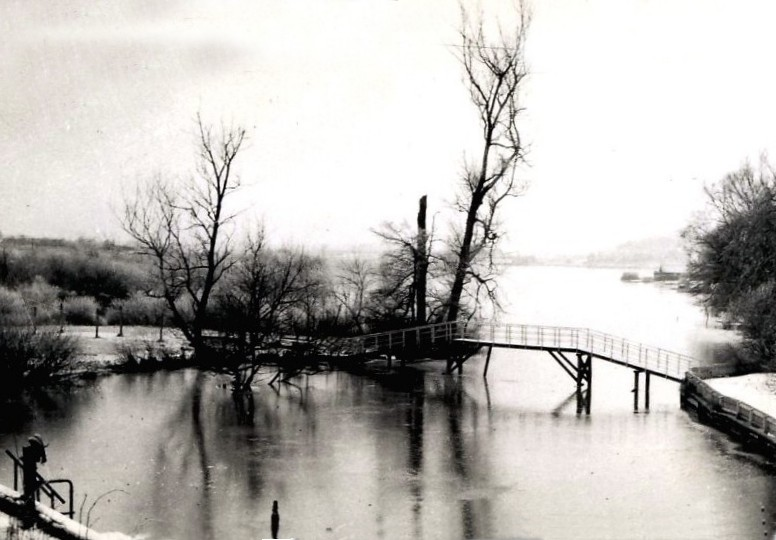
Sønderbro um 1927

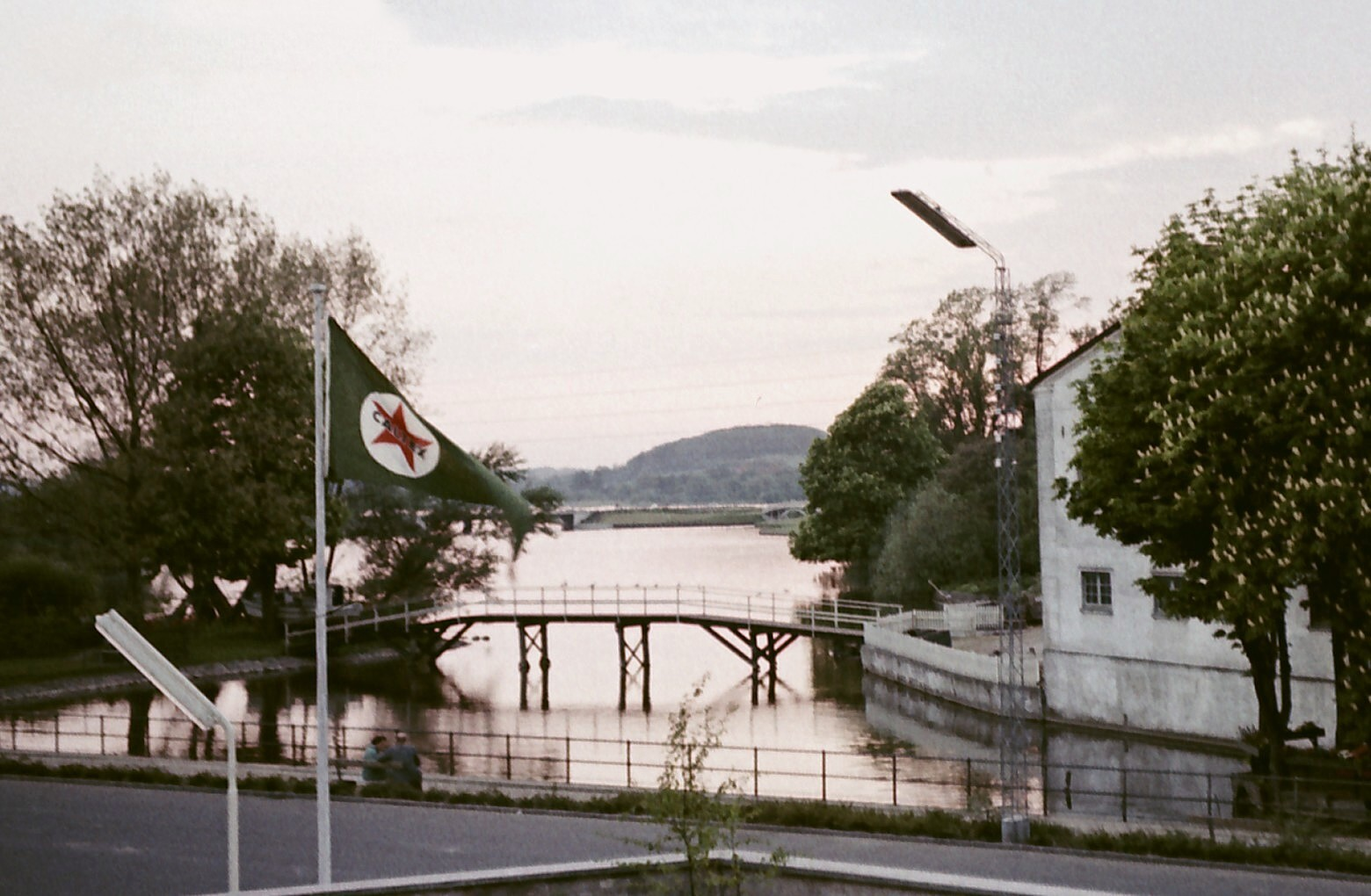
Sønderbro um 1959

Nach dem Ende des Ersten Weltkriegs kam die Stadt zur I. Zone für die deutsch-dänische Volksabstimmung über die künftige staatliche Zugehörigkeit Schleswigs. Am 10. Februar 1920 stimmten rund 60 % der Einwohner für Dänemark, und da in Nordschleswig en bloc mit einem Ergebnis von insgesamt 75 % pro Dänemark abgestimmt wurde, gehört die Stadt seit dem 15. Juni 1920 zum Königreich Dänemark. Der nationale Konflikt war damit jedoch nicht bewältigt, und weite Teile der deutschen Minderheit fanden sich nicht mit der neuen Staatsgrenze ab. Kurz nach der Vereinigung mit Dänemark wurde die Stadt Bischofssitz.
Als am 9. April 1940 deutsche Truppen Dänemark besetzten, kam es in Haderslev kurzzeitig zu Kampfhandlungen, bei denen mehrere dänische Soldaten ums Leben kamen. Die Grenze wurde von den Deutschen jedoch nicht verschoben. 1943 erklärte der in Opposition zur Minderheitenführung stehende deutsche „Haderslebener Kreis“ in der Haderslebener Erklärung seine Loyalität gegenüber dem dänischen Staat. In dieser Zeit wurde für die Luftwaffe zirka 15 km westlich des Stadtzentrums der Fliegerhorst Hadersleben errichtet, heute der einzig verbliebene Kampfflugzeugstützpunkt der dänischen Luftwaffe.
Mit dem Kriegsende wurde die Grenzfrage eine Zeitlang erneut diskutiert.
Die Bonn-Kopenhagener Erklärungen beendeten 1955 jedoch den deutsch-dänischen Konflikt. Heute gibt es in der Stadt eine deutsche Schule, einen deutschen Kindergarten und mehrere deutsche Vereine.
Die größte Tragödie in der jüngeren Geschichte der Stadt geschah 1959, als das Ausflugsschiff Turisten auf dem Haderslebener Damm in Brand geriet. 57 Menschen starben in den Flammen oder ertranken.

## Geschichte nach 1970
Wirtschaftlich nahm die Stadt weiter Aufschwung und dehnte sich immer weiter aus. Neue Industriegebiete entstanden im Nordwesten und im Süden der Stadt.
1970 wurde die Stadt mit den Gemeinden Moltrup, Vonsbæk, Åstrup, Øsby, Halk, Grarup, Starup, Vilstrup und Hoptrup und den Resten von Gammel Haderslev zur neuen Kommune Haderslev zusammengelegt. 2007 folgen die Kommunen Gram und Vojens sowie die Kirchspiele Bevtoft, Hjerndrup, Bjerning und Fjelstrup. Die Einwohnerzahl der neuen Großkommune Haderslev beträgt damit 55.354 (Stand 1. Januar 2025).
2015 ließ Bürgermeister Hans Peter Geil (Venstre) eine zweisprachige Ortstafel mit der dänischen und deutschen Ortsbezeichnung nahe der Gammel Haderslev Kirke aufstellen. An der deutschen Ortsbezeichnung entzündete sich heftiger Streit; nach wenigen Tagen wurde das Schild beschädigt und schließlich von unbekannten Tätern entwendet. Im Stadtrat missbilligten Venstre, Dansk Folkeparti und Liberal Alliance das eigenmächtige Vorgehen des Bürgermeisters.

## Sehenswürdigkeiten

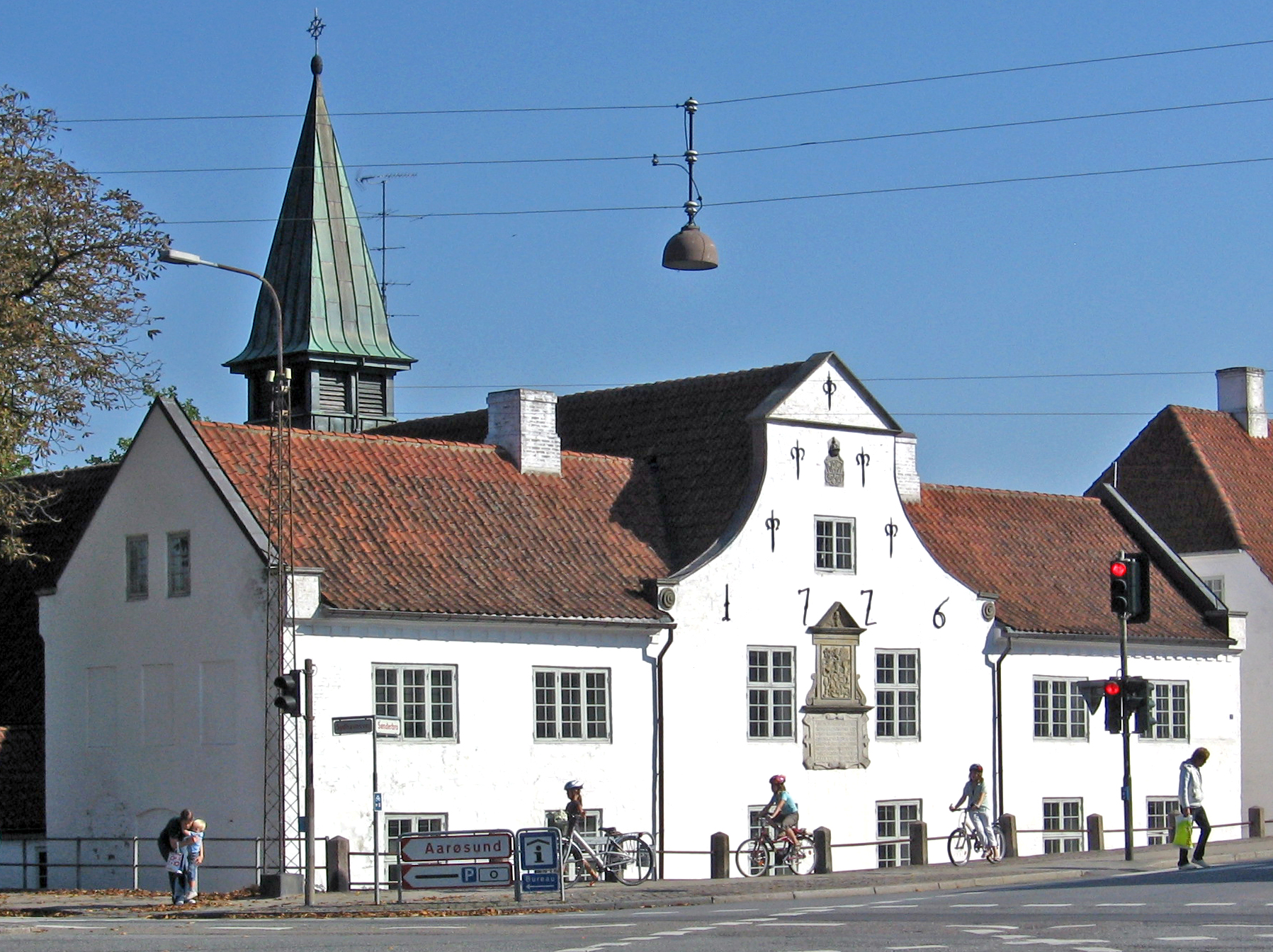
Die Hospitalkirche Herzog-Johann-Hospital

- Der Dom zu Hadersleben gilt als schönste gotische Kirche des Landes;[6] sehenswerte Epitaphe, Grabkapellen, Bronzetaufe, zwei Orgeln.
- Altstadt, viele geschlossen erhaltenen Straßenzüge mit Bauten des 17. bis 19. Jahrhunderts, vor allem östlich des Marktes um die Schlossstraße und den Klingenberg herum, aber auch westlich der Hauptstraße im Bereich des früheren Klosters
- Wassermühle, heute Theater
- Herzog-Johann-Hospital, 16. Jahrhundert
- Haderslev Museum, vor allem Archäologie, aber auch Kulturgeschichte
- Ehlers-Sammlung, Keramiken, wird zum stadtgeschichtlichen Museum ausgebaut
- Schleswig’sche Kutschensammlung
- Alter Friedhof, zahlreiche historische Grabmäler, Blick über den Haderslebener Damm
- Haderslebener Damm, großer mittelalterlicher Stausee mit zahlreichen Wanderwegen

## Verkehr
Autoverkehr
Die Nord-Süd-Autobahn E 45 führt seit 1978 etwa acht Kilometer westlich an der Stadt vorbei und ist über drei Anschlussstellen zu erreichen. Die frühere A 10 führt unter Umgehung der Altstadt als Landesstraße 170 ebenfalls in Nord-Süd-Richtung durch die Stadt.
ÖPNV
Hadersleben hat eine Schnellbusverbindung mit Sønderborg und Vejle und stündliche Überlandverbindungen nach Nord und Süd, während die Ost-West-Verbindungen dünner sind.
Bahnverkehr
Die Bahnstrecke Fredericia–Flensburg von Hamburg über Flensburg nach Fredericia wurde in 12 km Entfernung westlich an der Stadt vorbeigeführt. Zum einen konnten die Gleise auf dem Geestrücken weitgehend ohne teure Brückenbauten verlegt werden, zum anderen wollte die dänische Heeresleitung vermeiden, die Hauptorte an den Ostseebuchten von Süden her leichter angreifbar zu machen. Die 1866 eröffnete Bahnstrecke Vojens–Haderslev dient seit 2011 nur noch als Museumsbahn. Der nächstgelegene Bahnhof mit regulärem Personenverkehr ist Vojens.
Die Schmalspurstrecken der Haderslev Amts Jernbane wurden bereits in der zweiten Hälfte der 1930er Jahre eingestellt, zuletzt 1939 die Verbindung nach Toftlund.
Fahrradverkehr
Mehrere lokale, nationale und internationale Fahrradwege führen durch Haderslev: die internationale Route Ostseeküsten-Radweg (verläuft als europäischer EuroVelo-Weg EV 10 einmal um die Ostsee), der nationale Radweg Haervejen und die lokalen Radwege Ribe – Gram, Haderslev – Vojens Tunneldal und Haderslev – Hejls.

## Bildung und Kultur
- Bispen, Kulturzentrum mit kommunaler Bibliothek, Stadtarchiv und Aktivitätshaus mit Kleinkunstbühne, Musikräumen und Café
- Deutsche Bücherei
- Kulturhaus Harmonien mit Theatersaal
- VUC Syd (Erwachsenenbildungszentrum) mit Standorten in Haderslev, Aabenraa, Sønderborg, Tønder
- Katedralskole: Gymnasium (traditionsreiche Schule seit dem 16. Jahrhundert)
- CVU Sønderjylland (Pädagogische Hochschule/Fachhochschule) mit zwei Standorten (Haderslev und Soenderborg) – University College/Fachhochschule (Gesundheit/Ernährung und Krankenpflegeschule)
- Handelsschule
- Realschule (private Schule, neunklassig)
- Den Kristne Friskole (christliche Privatschule, neunklassig)
- vier Volksschulen im Stadtgebiet (St. Severin, Favredal, Hertug Hans und Hjortebro)
- Volksschulen in den Dörfern der Umgebung, die auch zur Kommune Haderslev gehören
- 10. Klasses Skole (10. Jahrgang, freiwilliger Jahrgang)
- Ungdomsskolen (freiwilliger Unterricht)
- Deutsche Schule Hadersleben (Privatschule, neunklassig)
- Sonderschule „Skolen ved Stadion“
- acht dänische Kindergärten und ein deutscher Kindergarten

## Partnerstädte
- Braine, Frankreich
- Lutherstadt Wittenberg, Deutschland
- Pinneberg, Deutschland
- Sandefjord, Norwegen
- Uusikaupunki, Finnland
- Varberg, Schweden

## Persönlichkeiten

### Söhne und Töchter der Stadt
- Friedrich I. (1471–1533), Herzog von Schleswig und Holstein, König von Dänemark und Norwegen
- Nicolaus Johannis († 1558), Flensburger Pastor und Generalsuperintendent im Sundewitt
- Johann (1521–1580), Herzog von Schleswig-Holstein-Hadersleben
- Prinzessin Anna von Dänemark und Norwegen (1532–1585), Kurfürstin von Sachsen
- Friedrich II. (1534–1588), König von Dänemark und Norwegen
- Johann III. (1545–1622), Herzog von Schleswig-Holstein-Sonderburg
- Friedrich III. (1609–1670), König von Dänemark und Norwegen
- Christian zu Rantzau (1614–1663), Statthalter im königlich-dänischen Anteil von Schleswig-Holstein
- Christian Detlev von Reventlow (1671–1738), königlicher Oberpräsident in der Stadt Altona
- Heinrich Zeise (1718–1794), deutscher evangelischer Pastor
- Friedrich Georg Oye (1758–1797), Verwaltungsjurist, Zeichner und Radierer
- Georg Nikolaus Nissen (1761–1826), dänischer Diplomat und Schriftsteller, zweiter Ehemann von Constanze Mozart
- Arend Joachim Friedrich Wiegmann (1770–1853), deutscher Apotheker, Botaniker und Agrarwissenschaftler
- Andreas Christoph Lindenhan (1774–1836), deutsch-dänischer Dichter, Bürgermeister und Jurist
- Peter Hjort Lorenzen (1791–1845), dänischer Politiker, Symbolfigur der nationalen Auseinandersetzungen vor 1848
- Johann Sigismund Strodtmann (1797–1888), Theologe und Philologe
- Fritz Tillisch (1801–1889), dänischer Jurist, Gutsherr und Minister
- Ludwig Christian Schrader (1815–1907), evangelischer Geistlicher und Mitglied des Reichstags des Norddeutschen Bundes
- Heinrich Hansen (1821–1890), dänischer Maler
- Otto Kjer (1792–1863), Verwaltungsjurist in Hadersleben
- Otto Kjer (1829–1899), Verwaltungsjurist in Hadersleben und Heide
- Heinrich Heger (1832–1888), deutsch-dänischer Architekturmaler
- Heinrich Nissen (1839–1912), deutscher Althistoriker
- Christian August Volquardsen (1840–1917), deutscher Althistoriker
- Julius Langbehn (1851–1907), deutscher Schriftsteller und Kulturkritiker
- Hans August Lassen (1857–1938), deutsch-dänischer Genremaler der Düsseldorfer Schule
- Julius Waßner (1859–1939), deutscher Pädagoge, Oberlehrer, Schulleiter, preußischer Provinzial-Schulrat
- Anna Lejmann (1859–1945), Malerin
- Emil Nitzschke (1870–1921), deutscher Politiker (NLP; DDP)
- Johann Skjellerup (1877–1950), deutscher Politiker (KPD)
- Charlotte Hasselmann (1878–1965), Malerin
- Johannes Lorentzen (1881–1949), deutscher lutherischer Pastor und Volksmissionar
- Gustav Schröder (1885–1959), Kapitän, Gerechter unter den Völkern
- Ernst Schröder (1889–1951), deutscher Journalist
- Matthias Hansen (1892–1987), deutscher Tabakfabrikant und Politiker
- Frederik Ellgaard (1896–unbekannt), Maler
- Bernhard Langer (1901–1979), deutscher Arzt und KZ-Häftling
- Ulrich Kersten (1904–1943), Vorstandsmitglied der Deutschen Studentenschaft und der IG Farben
- Eberhard von und zu Steinfurth (1909–1993), deutscher Polizeibeamter und SS-Führer
- Werner Schmidt (1911–1990), deutscher Jurist, Staatssekretär in Schleswig-Holstein
- Helmuth Ellgaard (1913–1980), deutscher Pressezeichner und Illustrator
- Karl Clausen (1915–2013), deutscher Flottillenadmiral
- Grete Balle (* 1926), Malerin und Textilkünstlerin
- Otto Weitling (* 1930), Architekt
- Günter Weitling (1935–2024), ev.-luth. Theologe, Kirchenhistoriker und Autor
- Christian Holzapfel (* 1937), deutscher Physiker
- Hans Heinrich Hansen (* 1938), Tierarzt und Politiker
- Erik Beukel (* 1945), Politikwissenschaftler und Hochschullehrer
- Harry Jørgensen (* 1945), Ruderer
- Jørn Krab (* 1945), Ruderer
- Ole Olsen (* 1946), Bahnsportler
- Preben Krab (* 1952), Ruderer
- Robert Feidenhans’l (* 1958), Physiker
- Jesper Petersen (* 1981), Politiker
- Henrik Knudsen (* 1982), Handballspieler
- Esben Hovgaard (* 1982), Triathlet
- Patrick Galbraith (* 1986), Eishockeytorwart
- Annika Meyer (* 1994), Handballspielerin
- Kristian Riis (* 1997), Fußballspieler
- Julius Beck (* 2005), Fußballspieler

### Mit Hadersleben verbundene Persönlichkeiten
- Christian IV. (1577–1648), König von Dänemark, heiratete am 27. November 1597 auf Schloss Hansburg Anna Katharina von Brandenburg (1575–1612), Tochter von Kurfürst Joachim Friedrich von Brandenburg.
- Peter Johann Willatzen (1824–1898), Lehrer, Übersetzer und Dichter, war Schüler und später Lehrer am Ort.
- Johannes Mück (1831–1919), deutsch-dänischer Landschafts- und Porträtmaler, lebte von 1858 bis 1919 im damals noch preußischen Hadersleben.
- Christian Martens (1845–1917), Arzt und Stadtrat
- Thomas Otto Achelis (1887–1967), deutscher Gymnasiallehrer, Historiker und Autor; lebte von 1916 bis 1935 in Hadersleben und unterrichtete von 1916 bis 1924 am Gymnasium, Verfasser von bedeutenden Werken zur Stadtgeschichte von Hadersleben
- Kamma Svensson (1908–1988), Malerin, Grafikerin und Illustratorin
- Meik Wiking (* 1978), Autor und Glücksforscher